# Giez (Vaud)
Giez é uma comuna da Suíça, situada no distrito de Jura-Nord Vaudois, no cantão de Vaud. Tem 4,77 km² de área e sua população em 2018 foi estimada em 410 habitantes.